# Gianni Toppan
Giovanni Angelo Toppan, detto Gianni (Sequals, 8 novembre 1920 – Milano, 1º febbraio 1987) è stato un calciatore italiano, di ruolo centrocampista.

## Carriera
Giocò in Serie A nel Milan per nove stagioni, poi disputò altre due annate in massima divisione con Lucchese ed Udinese. Con il Milan giocò 184 partite segnando un gol. Esordì con la squadra rossonera il 27 ottobre 1940 nella sconfitta per 1-0 contro il Livorno.
Venne sepolto al cimitero di Bruzzano, che ne conserva i resti in una celletta.

## Statistiche

### Presenze e reti nei club
| Stagione        | Squadra         | Campionato               | Campionato | Campionato | Coppe nazionali | Coppe nazionali | Coppe nazionali | Coppe continentali | Coppe continentali | Coppe continentali | Altre coppe | Altre coppe | Altre coppe | Totale | Totale |
| Stagione        | Squadra         | Comp                     | Pres       | Reti       | Comp            | Pres            | Reti            | Comp               | Pres               | Reti               | Comp        | Pres        | Reti        | Pres   | Reti   |
| --------------- | --------------- | ------------------------ | ---------- | ---------- | --------------- | --------------- | --------------- | ------------------ | ------------------ | ------------------ | ----------- | ----------- | ----------- | ------ | ------ |
| 1940-1941       | Milan           | A                        | 26         | 0          | CI              | 2               | 0               | -                  | -                  | -                  | -           | -           | -           | 28     | 0      |
| 1941-1942       | Milan           | A                        | 24         | 0          | CI              | 6               | 0               | -                  | -                  | -                  | -           | -           | -           | 30     | 0      |
| 1942-1943       | Milan           | A                        | 11         | 0          | CI              | 1               | 0               | -                  | -                  | -                  | -           | -           | -           | 12     | 0      |
| 1943-1944       | Milan           | DN                       | 14         | 0          | -               | -               | -               | -                  | -                  | -                  | -           | -           | -           | 14     | 0      |
| 1944-1945       | Milan           | Torneo Benefico Lombardo | -          | -          | -               | -               | -               | -                  | -                  | -                  | -           | 20          | 0           | 20     | 0      |
| 1945-1946       | Milan           | DN                       | 33         | 0          | -               | -               | -               | -                  | -                  | -                  | -           | -           | -           | 33     | 0      |
| 1946-1947       | Milan           | A                        | 13         | 0          | -               | -               | -               | -                  | -                  | -                  | -           | -           | -           | 13     | 0      |
| 1947-1948       | Milan           | A                        | 25         | 0          | -               | -               | -               | -                  | -                  | -                  | -           | -           | -           | 25     | 0      |
| 1948-1949       | Milan           | A                        | 9          | 1          | -               | -               | -               | -                  | -                  | -                  | -           | -           | -           | 9      | 1      |
| Totale Milan    | Totale Milan    | Totale Milan             | 155        | 1          |                 | 9               | 0               |                    | -                  | -                  |             | 20          | 0           | 184    | 1      |
| Totale carriera | Totale carriera | Totale carriera          | ?          | ?          |                 | ?               | ?               |                    | ?                  | ?                  |             | ?           | ?           | ?      | ?      |